# Nazionale maschile di hockey su prato della Spagna
La nazionale di hockey su prato della Spagna è la squadra di hockey su prato rappresentativa della Spagna ed è posta sotto la giurisdizione della Real Federacion Espanola de Hockey.

## Partecipazioni

### Mondiali
- 1971 – 2º posto
- 1973 – 5º posto
- 1975 – 8º posto
- 1978 – 5º posto
- 1982 – 11º posto
- 1986 – 5º posto
- 1990 – 8º posto
- 1994 – 9º posto
- 1998 – 2º posto
- 2002 – 11º posto
- 2006 – 3º posto
- 2010 – 5º posto
- 2014 – 8º posto
- 2018 – 13º posto

### Olimpiadi
- 1908 – non partecipa
- 1920 – non partecipa
- 1928 – 8º posto
- 1932 – non partecipa
- 1936 – non partecipa
- 1948 – 10º posto
- 1952 – non partecipa
- 1956 – non partecipa
- 1960 – 3º posto
- 1964 – 4º posto
- 1968 – 6º posto
- 1972 – 7º posto
- 1976 – 6º posto
- 1980 – 2º posto
- 1984 – 8º posto
- 1988 – 9º posto
- 1992 – 5º posto
- 1996 – 2º posto
- 2000 – 9º posto
- 2004 – 4º posto
- 2008 – 2º posto
- 2012 – 6º posto
- 2016 – 5º posto
- 2020 – 5º posto
- 2024 – 4º posto

### Champions Trophy
- 1978 – 5º posto
- 1980 – 6º posto
- 1981 – 5º posto
- 1982 – non partecipa
- 1983 – non partecipa
- 1984 – 6º posto
- 1985 – non partecipa
- 1986 – non partecipa
- 1987 – 6º posto
- 1988 – 5º posto
- 1989 – non partecipa
- 1990 – non partecipa
- 1991 – non partecipa
- 1992 – non partecipa
- 1993 – 5º posto
- 1994 – 5º posto
- 1995 – non partecipa
- 1996 – 5º posto
- 1997 – 3º posto
- 1998 – 5º posto
- 1999 – 4º posto
- 2000 – 4º posto
- 2001 – non partecipa
- 2002 – non partecipa
- 2003 – non partecipa
- 2004 - Campione
- 2005 – 3º posto
- 2006 – 3º posto
- 2007 – 5º posto
- 2008 – 2º posto

### EuroHockey Nations Championship
- 1970 - 3º posto
- 1974 - Campione
- 1978 - 4º posto
- 1983 - 4º posto
- 1987 - 7º posto
- 1991 - 5º posto
- 1995 - 8º posto
- 1999 - 5º posto
- 2003 - 2º posto
- 2005 - Campione
- 2007 - 2º posto